# Carl Miele
Carl Miele (ur. 25 lipca 1869 w Herzebrock, zm. 24 grudnia 1938 w Gütersloh) – niemiecki inżynier, przemysłowiec oraz współzałożyciel przedsiębiorstwa Miele & Cie. KG, zajmującego się produkcją wysokiej jakości artykułów gospodarstwa domowego.
W 1932 roku otrzymał honorowe obywatelstwo miasta Gütersloh, w którym przedsiębiorstwo Miele & Cie. KG prowadzi swoją działalność.